# 宇品三丁目停留場
宇品三丁目停留場（うじなさんちょうめていりゅうじょう、宇品三丁目電停）は、広島市南区宇品神田二丁目および三丁目にある広島電鉄宇品線の路面電車停留場である。駅番号はU13。

## 歴史
当停留場は1935年（昭和10年）、宇品線の御幸橋東詰から宇品までの区間が新線に移設された際に開設された。当時の停留場名は十丁目停留場（じっちょうめていりゅうじょう）であった。1945年（昭和20年）8月6日の原爆投下により宇品線をはじめ広島電鉄の市内電車は全線不通となるが、当停留場を含む宇品線の電鉄前から向宇品までの区間は同月18日に運行を再開している。
戦後、1960年（昭和35年）には宇品十丁目停留場（うじなじっちょうめていりゅうじょう）と改称されたが、1968年（昭和43年）8月には宇品町で町名変更が実施される。この直後、同年9月には宇品三丁目停留場へと停留場名が改められている。

### 年表
- 1935年（昭和10年）12月27日：御幸橋東詰 - 宇品間で新線が開業、同時に十丁目停留場として開業[3]。
- 1960年（昭和35年）3月30日：宇品十丁目停留場に改称[3]。
- 1968年（昭和43年）9月1日：宇品三丁目停留場に改称[3]。

## 停留場構造
宇品線はほぼすべての区間で軌道が道路上に敷かれた併用軌道であり、当停留場も道路上にホームを有する。ホームは低床式で2面あり、南北方向に伸びる2本の線路を挟み込むように配置されている。ただ互いのホーム位置は斜向かいにあり、北側に広島港方面へ向かう下りホーム、南側に広島駅・紙屋町方面へ向かう上りホームがある。上りホームは乗り場の長さが短いため、連接車では客扱いの際に後方のドアで締切が発生する。
軌道が敷かれている宇品通りは幅員が狭小であることから、かつての停留場には島状の安全地帯がなく、乗り場が道路と同一平面にある平面停留場であった。しかし1988年（昭和63年）10月に当停留場で下車した乗客が乗用車にひき逃げされるという死亡事故が発生、これを契機に安全地帯の整備が進められ、1990年（平成2年）4月に設置が完了している。

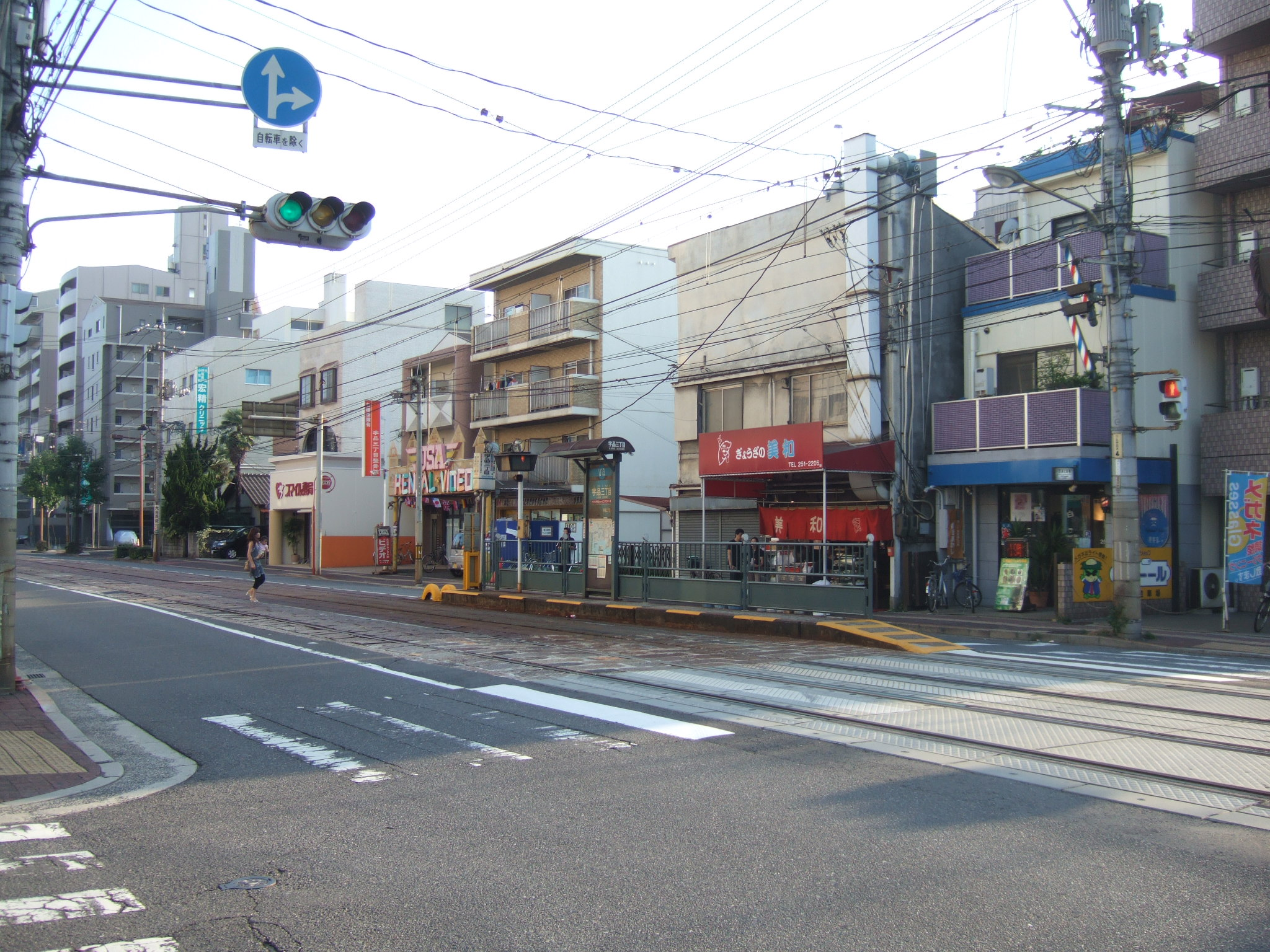
広島駅方面ホーム
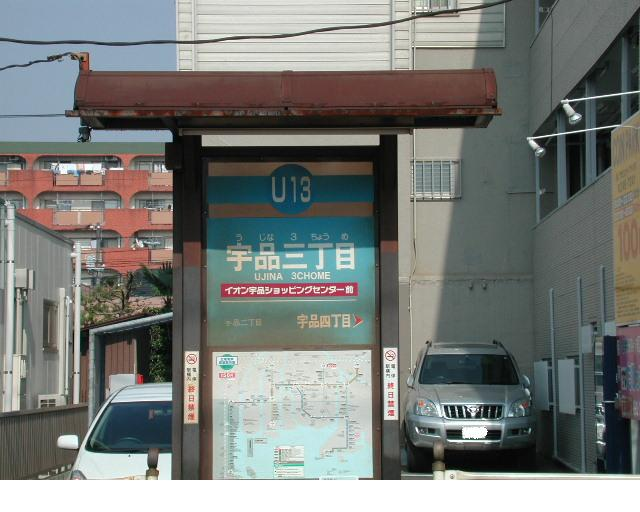
上屋と駅名標（2007年）

### 運行系統
当停留場には広島電鉄で運行されている系統のうち、1号線、5号線、7号線、それに0号線が乗り入れる。
| 下りホーム                      | 1号線 · 5号線 · 7号線 | 広島港ゆき                 |
| 上りホーム （皆実町六丁目方面） | 1号線                 | （紙屋町東経由）広島駅ゆき |
| 上りホーム （皆実町六丁目方面） | 7号線                 | （紙屋町西経由）横川駅ゆき |
| 上りホーム （皆実町六丁目方面） | 5号線                 | （比治山下経由）広島駅ゆき |
| 上りホーム （皆実町六丁目方面） | 0号線                 | 広電本社前ゆき             |

## 停留場周辺
古くからの住宅街や商店が立ち並んでいる地区である。ところどころでは大きな商業施設やマンションの建設も進む。
停留場名は「宇品三丁目」であるが、所在地は「宇品神田三丁目」であり、停留場名と地名が食い違っている。
- イオン宇品ショッピングセンター
- MEGAドン・キホーテ 宇品店
- コジマNEW宇品店
- ベイシティ宇品
- 広島市立宇品中学校
- 広島宇品神田郵便局
- 宇品東保育園
- 広島南税務署

## 隣の停留場
広島電鉄
■宇品線
宇品二丁目停留場 (U12) - 宇品三丁目停留場 (U13) - 宇品四丁目停留場 (U14)